# Club de Rugby Tarragona
El  Club Rugby Tarragona  es un club de rugby fundado en 1986 en Tarragona (España). Dispone de equipos en todas las categorías, desde sub-6 hasta sénior femenino y masculino, así como un equipo de veteranos, los Old Vultures.
Ha sido organizador de diversos torneos, entre los que destacan el Rugby Quatre Barres. La temporada 2009 creó un equipo de rugby a 13 que participó en el Campeonato de Cataluña de Rugby Liga. La temporada 2014-2015 el equipo sénior masculino ganó la liga de Primera Catalana de la Federación Catalana de Rugby. Desde 2015 compite al máximo nivel de Cataluña, en Divisió d'Honor Catalana. 
Cada año organiza la Trobada d'Escoles de Rugby Ciutat de Tarragona entre los meses de febrero y marzo, evento reconocido por la Federación Catalana de Rugby como uno de los más importantes del sector.